# Charles J. Camarda
Charles J. Camarda, född 8 maj 1952 i Queens, är en amerikansk astronaut uttagen i astronautgrupp 16 den 5 december 1996.

## Rymdfärder
- Discovery - STS-114